# Escaphiella iguala
Espèce
Synonymes
- Scaphiella iguala Gertsch & Davis, 1942

Escaphiella iguala est une espèce d'araignées aranéomorphes de la famille des Oonopidae.

## Distribution
Cette espèce est endémique du Mexique. Elle se rencontre au Colima, au Guerrero et au Morelos.

## Description
Le mâle décrit par Platnick et Dupérré en  2009 mesure 1,37 mm et la femelle 1,41 mm.

## Étymologie
Cette espèce est nommée en référence au lieu de sa découverte, Iguala.

## Publication originale
- Gertsch & Davis, 1942 : Report on a collection of spiders from Mexico. IV. American Museum novitates, no 1158, p. 1-19 (texte intégral).